# Dennis Kruppke
Dennis Kruppke (Münster, 1º aprile 1980) è un ex calciatore tedesco, attaccante.

## Carriera
Dopo aver giocato nel Lubecca, nel 2003 è stato ingaggiato dal Friburgo. A gennaio 2007 è tornato per sei mesi nella sua squadra precedente, in prestito. Tornò poi a giocare a Friburgo prima di passare, a gennaio 2008, all'Eintracht Braunschweig. Qui è diventato giocatore chiave acquisendo i gradi di capitano.

## Palmarès

### Club

#### Competizioni nazionali
- Fußball-Regionalliga: 1

Lubecca: 2001-2002
- 3. Liga: 1

E. Braunschweig: 2010-2011